# Hélène (chanson de Roch Voisine)
Pour les articles homonymes, voir Hélène.
Singles de Roch Voisine
Pourtant
(1990)
Hélène est une chanson du chanteur canadien Roch Voisine. Elle est écrite et composée en 1982 par Voisine en collaboration avec Stéphane Lessard. Elle est sortie le 16 septembre 1989 en tant que premier single de son premier album, Hélène.
La chanson fait référence à la petite amie d'un ami du chanteur à l'époque qui se prénomme Hélène. La chanson est principalement en français, contenant un vers en anglais. La pochette de certaines éditions du single reprend la même photographie que celle de l'album, le visage de Roch Voisine sur fond noir. 
La chanson rencontre le succès, notamment au Québec et en France, où il reste neuf semaines en tête des ventes de singles et permet à Voisine de lancer sa carrière internationale.

## Historique
La chanson provient de Hélène en 1989, premier album de l'artiste, et grâce au succès qu'elle a rencontré en France, a permis de lancer la carrière de l'artiste. Elle sort comme premier extrait de l'album le 16 septembre 1989. Elle est principalement chantée en français, mais contient également un verset en anglais « Hélène things you do / Make me crazy about you ».

## Clip vidéo
Le clip met en scène le chanteur et une hôtesse de l'air qui s'aiment, mais qui sont obligés de se séparer pour des raisons professionnelles. Il est possible qu'elle soit française car, dans le clip, lorsqu'elle écrit son nom sur un miroir avec son rouge à lèvres, elle le termine par un « e » (« Hélène »), comme sur la pochette du single. Le mannequin qui joue le rôle d'Hélène est Ariane Cordeau.

## Réception

### Accueil critique
Dans une critique publiée dans le magazine Music & Media, Hélène est considéré « une ballade puissante, rappelant les premiers morceaux d'Elton John » et « indispensable pour votre liste de lecture »,.

### Accueil commercial
En France, la version française d'Hélène débute à la 27e place du Top 50 le 11 novembre 1989, a été en tête du palmarès pendant neuf semaines consécutives, en alternance avec la chanson Les Valses de Vienne de François Feldman, et est restée dans le top 50 pendant 27 semaines, dont 20 parmi les dix premières places. Voisine devient ainsi le premier Canadien à atteindre la première place du Top 50, suivi par Bryan Adams, Céline Dion et Garou quelques années plus tard,.
Hélène atteint aussi notamment la troisième place en Norvège et connaît un succès modéré aux Pays-Bas, se classant à la 53e place deux ans après sa sortie originale. La version anglophone rencontre un succès modéré dans le palmarès anglophone du magazine RPM, atteignant la 57e place dans le Top 100 et la 9e place dans le palmarès Adult Contemporary au tout début de l'année 1990.

## Liste des pistes
| A. | Hélène    | 3:42 |
| B. | Ton blues | 3:35 |

| 1. | Hélène (version anglaise)  | 3:42 |
| 2. | Hélène (version française) | 3:42 |
| 3. | Hélène (instrumental)      | 3:42 |

| 1. | Hélène         | 3:42 |
| 2. | Fille de pluie | 3:34 |
| 3. | Ton blues      | 3:35 |

## Crédits
- Roch Voisine – chant, paroles, musique, réalisateur
- Stéphane Lessard – musique
- Carl Katz – guitare
- Luc Gilbert – batterie, programmation
- Michael Delaney – ingénieur du son
- Marcel Lefebvre – paroles (face B)
- Marc Voisine – paroles (face B)
- Nando Sperenza – musique (face B)
- Georges Mary – production
- Nuit de Chine – photographie

Crédits adaptés des notes d'accompagnement,.

## Versions
Hélène est également disponible sur la compilation Roch parue en 2007, également connue sous le nom de Best Of. Une version entièrement en anglais est également enregistré par Roch Voisine, sous le titre de Helen et inclus cette version dans la partie anglaise de son album bilingue Double en 1990, tandis qu'une version acoustique est présente sur l'album Je te serai fidèle (2003). En 2013, il a enregistré une version en duo avec Cœur de pirate, qui figure sur son album Duophonique.

## Classements
| Classement (1989-1991)                 | Meilleure place |
| -------------------------------------- | --------------- |
| Belgique (Flandre Ultratop 50 Singles) | 9               |
| Belgique (Music & Media)               | 3               |
| Canada (Top Singles)                   | 57              |
| Canada (Adult Contemporary Tracks)     | 9               |
| Europe (Eurochart Hot 100)             | 5               |
| France (SNEP)                          | 1               |
| Norvège (VG-lista)                     | 3               |
| Pays-Bas (Nederlandse Tipparade)       | 8               |
| Pays-Bas (Single Top 100)              | 53              |
| Québec (Palmarès francophone)          | 1               |

| Classement (2013)               | Meilleure place |
| ------------------------------- | --------------- |
| Belgique (Wallonie Ultratip 50) | 16              |
| France (SNEP)                   | 72              |

| Classement (1989)           | Position |
| --------------------------- | -------- |
| France (SNEP)               | 14       |
| Classement (1990)           | Position |
| Belgique (Flandre Ultratop) | 34       |
| Europe (Eurochart Hot 100)  | 26       |

### Certifications
| Pays          | Certification | Date | Ventes  |
| ------------- | ------------- | ---- | ------- |
| France (SNEP) | Platine       | 1989 | 800 000 |